# Zeddelmann (Adelsgeschlecht)

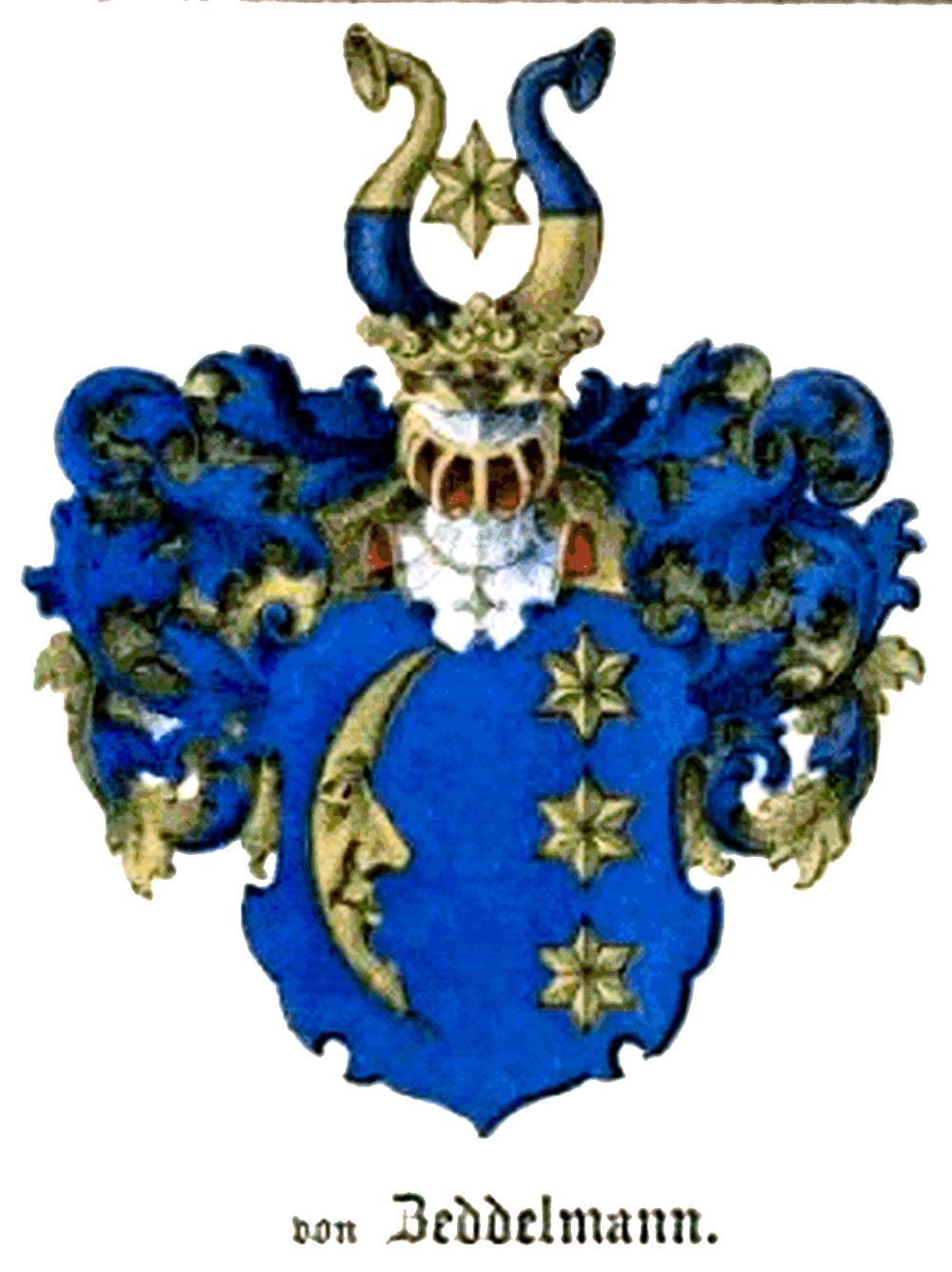
Wappen derer von Zeddelmann

Zeddelmann ist der Familienname eines Adelsgeschlechts, welches im Baltikum beheimatet war und sich nach Schweden, Deutschland und Russland ausweitete. Sie standen überwiegend in schwedischen und russischen Diensten, waren Offiziere und standen im Beamtentum.

## Geschichte
Die ursprüngliche Herkunft des Geschlechts ist nicht bekannt, als erstes wurde in Livland der 1599 verstorbene Simon Seddelmann, als Bürger der ehemaligen Hansestadt Lemsal, urkundlich erwähnt. Im Stadtarchiv Riga, unter der Abteilung Lemsal steht im Protokoll des schwedischen Kommissorialgerichts zu Riga vom 11. Juli 1626 geschrieben. „Heinrich Seddelmann genandt Fincke, Simens Sohn beweiseth mith gewissen von Adel gezeugnußen seine erbliche ahnforderung ahn gewisse lande und hausstädte in und beim weichbilde Lembsel, bittet um restitution. – Wird remittiert an einen ehrbaren rhath (v. Riga)“. Simons Sohn Heinrich Seddelmann genannt Fincke (1612–1637) stand im schwedischen Militärdienst und hatte auf Grund eines Soldrückstands von dem Generalgouverneur Gabriel Oxenstjerna einen kleinen Besitz im Dorf Klein-Kaljo erhalten. Im Güterverzeichnis wird er mal als Hinrich Seddelmann und mal als Hinrich Fincke benannt, in den Protokollen des Kommissorialgerichts in Riga hieß er „Heinrich Seddelmann genannt Finke“. Seine Witwe Dorothea Eichelsen wird 1641 und 1649 als Besitzerin von Klein-Kaljo beurkundet. Seine drei Söhne Georg († 1657), David (* um 1654) und Johann († 1674) waren schwedische Offiziere und wurden in den damaligen Urkunden als Seddelmann oder Zeddelmann genannt Fincken geführt.
1. Georg war schwedischer Rittmeister und erhielt 1654 von seinem Schwiegervater, dem schwedischen Generalmajor Wilhelm de la Barre, das Gut Kyrre. Er gilt als der Stammvater der livländischen Linie. Aus dieser Linie gründete Johann Caspar 1778 einen preußischen Zweig, der sich in Pommern angesiedelt hatte
2. David war schwedischer Major und erbte das Rittergut Klein-Kaljo, 1656 wurde ihm das Gut Leilis (siehe unten Besitzungen) verliehen. Ihm folgten sein Sohn Heinrich Wilhelm († 1687) und mit dessen Sohn Wilhelm Friedrich erlosch dieser Familienzweig.
3. Johann, der im Rang eines Majors im schwedischen Heer diente, wurde Stammvater eines russischen Zweiges. Sein Enkel Alexander (1727–1793) war russischer Generalleutnant und Vizegouverneur von Irkutsk. Dieser Familienzweig verlor sich in Russland.
Das Geschlecht wurde in den Jahren 1745 und 1747 in die Livländische Ritterschaft immatrikuliert. Es ist im baltischen Familienverband Zeddelmann organisiert. Für die Nachkommen und im Mannesstamm blühenden Geschlechter, sowie deren livländische Linien werden beim Ritterschaftsgenealogen Geschlechtsregister geführt.

## Livländische Linie
Georg von Zeddelmann († 1657), Herr auf Kyrre bei Ermes, schwedischer Rittmeister ⚭ Ester Judith de la Barre († 1694), Tochter des Generalgouverneurs Wilhelm de la Barre
- Georg Wilhelm I. von Zeddelmann (1675–1764), Herr auf Kurresaar, schwedischer Leutnant
  - Alexander Ernst von Zeddelmann (1725–1760), russischer Fähnrich ⚭ Maria Elisabeth Bromann
    - Johann Christoph von Zeddelmann (1747–1799), russischer Generalleutnant

  - Georg Wilhelm II. von Zeddelmann († 1732) ⚭ Margarethe von Aderkas
    - Georg Wilhelm III. von Zeddelmann (1708–1792), russischer Kapitän
      - Robert Wilhelm von Zeddelmann (* um 1743), russischer Kapitän
        - Ludwig Wilhelm von Zeddelmann (* um 1787 in Orenburg), russischer Leutnant
- Heinrich Johann I. von Zeddelmann (1672, gefallen 1700 in Wittkop), Herr auf Kyrre, schwedischer Leutnant ⚭ Anna Elisabeth von Moeller
  - Caspar Friedrich von Zeddelmann († 1733), Herr auf Assuma, schwedischer Leutnant ⚭ Anna Dorothea von Anrep († 1679)
    - Heinrich Johann II. von Zeddelmann (1711–1754), Herr auf Resna, Bremerfelde und Assuma, Landgerichtsassessor ⚭ Louise Elisabeth Charlotte von Moeller (1721–1785)
      - Johann Caspar von Zeddelmann (* 1742 in Resna; † 1814 in Bölzig bei Koczała in Westpreußen), russischer Rittmeister, ab 1768 in preußischen Diensten, 1778 Schullehrer, Gründer der Preußischen Linie.[7] Ihm wurde der Adelsstand in Preußen gerichtlich im Zeitraum 1794–1870 aberkannt.[8]
      - Karl Gustav von Zeddelmann (1753–1822), russischer Kapitän ⚭ Johanna Gertrud von Maydell (1758–1816), Erbin von Woitfer (siehe unten „Besitzungen“)
        - Alexander Gottlieb von Zeddelmann (1793; gefallen 1813), russischer Leutnant
        - Karl Eduard von Zeddelmann (* 1788 in Woitfer; † 1853 in Riga), russischer Oberstleutnant ⚭ Ida Konstanze Müller (1821–1906)
        - Alexander Axel von Zeddelmann (1847–1870), Gerichtsassessor
        - Walter von Zeddelmann (1849–1922), Stadtsekretär in Werro
        - Eduard von Zeddelmann (1852–1876), Gerichtsassessor
        - Rudolf Oskar von Zeddelmann (1851–1916), Theologe, Oberlehrer, Schuldirektor der Zeddelmann’schen Privat-Lehranstalt,[9] Stadtverordneter[10]
          - Rudolf von Zeddelmann (* 1879 in Riga; † 1918 in Dorpat), Rechtsanwalt
          - Oskar von Zeddelmann (1883–1906), Bankbeamter
          - Heinrich Johann von Zellemann (* 1885 in Odessa; † 1949 in Halle), Regimentsarzt
          - Karl Gustav von Zeddelmann (* 1888 in Walk; † 1961 in Hamburg), Pädagoge, Oberlehrer

## Wappen
Die Zeddelmanns führen folgendes Wappen: Auf dem blauen Wappenschild ist rechts ein blauer abnehmender Mond und links pfahlweise drei goldene sechsstrahlige Sterne. Über dem blau-goldenen Wulst und der Rangkrone ragen Büffelhörner von gold und blau übereck geteilt, dazwischen ein goldener sechsstrahliger Stern. Die Helmdecke ist blau gold.
Zum Wappen wird angemerkt, dass das gleiche Wappen in umgekehrter Anordnung der Wappenbilder auch von dem preußischen Geschlecht von Dullack geführt wird. Der Gebrauch von Mond und Sterne in verschiedenen Anordnungen ist typisch für pommerellsche und kassubische Geschlechter. Somit würde das Wappen der Zeddelmanns auf die Herkunft aus Pommern bzw. Pommerellen hinweisen. Es erinnert auch an das Wappen der preußischen Fink, welches wiederum auf den Beinamen der Söhne Simon Zeddelmanns, genannt Fincke hinweisen könnte. Eine Verbindung der Familien Zeddelmann und Finck ist trotz der ähnlichen Wappen nicht anzunehmen.

## Besitzungen

### Gut Kaljo
Das Gut Kaljo-Leilis entstand Anfang des 16. Jahrhunderts aus dem Dorf Calge maior in der Wacke und kam 1656 in Besitz der Zeddelmanns. Ende des 17. Jahrhunderts wurde Lailis und Kaljo reduziert und 1796 wurden die beiden Höfe zu dem Dorf Groß-Kalio zusammengelegt. Das Gut Lailis ist nicht mehr existent und das Gut Kaljo wurde an eine Bank verkauft. Heute bilden diese Gehöfte das Dorf Leila.

### Woitfer
Dieses Gut wurde im Jahre 1766 an Otto Reinhold von Ihrmann verkauft, dessen Tochter erbte es und verkaufte es an Johanna Gertrude von Zeddelmann geborene von Maydell. Ihre Erben überließen es 1824 dem Reinhold von Liphard.